# Tonantins
Tonantins es un municipio brasileño del interior del estado del Amazonas, Región Norte del país. Perteneciente a la Mesorregión del Suroeste Amazonense y Microrregión del Alto Solimões, se localiza a suroeste de Manaus, capital del estado,  a una distancia de cerca de 872 kilómetros. Su población, estimada por el IBGE en 2016, era de 27 939 habitantes, siendo así el quadragésimo segundo municipio más poblado del estado del Amazonas. Su Índice de Desarrollo Humano (IDH) es de 0.548, de acuerdo con datos de 2010, lo que es considerado bajo por el PNUD.

## Historia
Alrededor de 1754, los españoles continuaban penetrando la parte Oeste del Amazonas, lo que vino a preocupar el gobierno paraense. En el río iça, con la ayuda de los franciscanos, los españoles habían fundado algunas aldeas, e intentaron crear un fuerte en la boca del río Solimões. El río hasta entonces pertenecía a España, por el Tratado de Madrid, pero los españoles querían a cualquiera costo reconquistar las posiciones perdidas por el Tratado de 1750.
En 1766, abandonaron el fuerte, y fueron para el Napo, ñor las dificultades de comunicaciones con el puesto de papian, y por el rigor del clima. En 1768, el fuerte abandonado por los españoles, fue ocupado por los soldados de la capitanía portuguesa, por orden del gobernado paraense Fernando de la Costa de Ataíde Teive, y fue llamado Fuerte de São Fernando del Içá.
En 1 de octubre de 1777, Portugal y España acordaron nuevamente los aspectos de los límites en las colonias en América, con el Tratado de Santo Idelfonso, manteniendo el tratado de 1750. En ese tratado, los límites del Amazonas, venia del río Madeira al río Mamoré, hasta la desembocadura del río Madeira, y en la recta al margen del río Javari, atajando al río Solimões.
El primer villa de Tonatins se formó con la llegada del misionero carmelita Frei Matias Diniz, siendo habitado por indios Caiuvicenas que fue asesinado por los propios indios de la aldea, llamado de Tonantins viejo donde hoy es conocido como barrio de Son Francisco.
La villa vino a renacer entre los años de 1774 y 1775, por un Señor llamado Sampaio, reuniendo consigo indios de las tribus Caiuvicenas, Passés y Tikunas. Y al largo siendo catequizados por los frailes que venía por medio de expediciones, construyendo así las iglesias y una escuela.

## Geografía
Su población estimada en 2014, por el IBGE, es de 24 626 habitantes.
Por el decreto n.º 6.158, de 25 de febrero de 1982, Art.68, fue creado el municipio de Tonantins.
Coma área territorial de 6.433 km², a 3º 49' 56", longitud sur; 67º 53' 58", longitud Oeste de Greenwich, con altitud de 40 metros por encima del nivel del mar.
Tiene clima tropical lluvioso húmedo, temperatura que varía de 40 °C a 5 °C el mes de julio, con media de 25 °C
Además de la sede del municipio, cuenta con 42 comunidades ribeirinhas.